# Edward Palmer (Politiker)

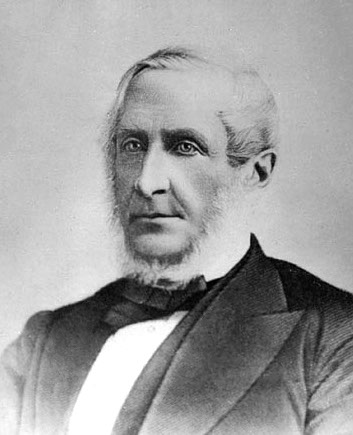
Edward Palmer

Edward Palmer, QC (* 1. September 1809 in Charlottetown, Prince Edward Island; † 3. November 1889 ebenda) war ein kanadischer Politiker und Richter. Von 1859 bis 1863 war er Premierminister der britischen Kronkolonie Prince Edward Island. Er gilt als einer der Väter der Konföderation und somit als Wegbereiter des 1867 gegründeten kanadischen Bundesstaates, obwohl er sich gegen den Zusammenschluss ausgesprochen hatte.

## Biografie
Edward Palmer war der Sohn von James Bardin Palmer, einem aus Irland stammenden Rechtsanwalt und Politiker. Nach der Grundschulausbildung arbeitete er als Angestellter in der Kanzlei seines Vaters. 1830 erhielt er die Zulassung als Rechtsanwalt (juristische Fakultäten existierten damals noch nicht). Wie sein Vater vor ihm war auch er als Gutsverwalter tätig, im Auftrag von nicht auf der Insel wohnhaften Großgrundbesitzern. Er erwarb selbst ansehnlichen Grundbesitz, bis er diesen 1870 nach langjährigen Auseinandersetzungen mit seinen Pächtern verkaufte.
1835 wurde Palmer in die Legislativversammlung von Prince Edward Island gewählt und etablierte sich innerhalb weniger Jahre als einer der bedeutendsten Konservativen. Er galt als überzeugter Bewahrer der damaligen politischen und sozialen Verhältnisse. Insbesondere lehnte er die Einführung der Selbstverwaltung, die Vereinigung der Kolonien in Britisch-Nordamerika, das allgemeine Wahlrecht und Landreformen ab. Von 1842 bis 1847 gehörte Palmer dem von der britischen Regierung ernannten Exekutivrat an. Ab 1848 war er Justizminister, gab dieses Amt aber drei Jahre später auf, als die Selbstverwaltung doch eingeführt wurde und die liberalen Reformer um George Coles an die Macht gelangten.
Ab 1849 führte Palmer die konservative Parlamentsfraktion an. Häufig hatte er verbale Auseinandersetzungen mit Coles und Edward Whelan; 1851 trug er gegen ersteren ein Duell aus, das unblutig verlief. 1853 gewannen die Konservativen die Wahlen. Der Oberhausabgeordnete John Holl bildete die Regierung und ernannte Palmer zum Attorney General. Doch nach knapp einem Jahr ordnete Vizegouverneur Alexander Bannerman Neuwahlen an, die mit einem Sieg der Liberalen endeten. 1859 führte Palmer die Konservativen zu einem klaren Wahlsieg und übernahm das Amt des Premierministers. Eine Woche nach den Wahlen von 1863 brach eine Regierungskrise aus und John Hamilton Gray wurde neuer Regierungschef, während der entmachtete Palmer als Attorney General vorerst in der Regierung verblieb.
Im Gegensatz zu Gray war Palmer entschieden gegen die geplante Kanadische Konföderation. Zwar war er 1864 bei der Charlottetown-Konferenz und der Québec-Konferenz zugegen, er sorgte aber mit seiner Obstruktionspolitik dafür, dass Prince Edward Island drei Jahre später letztlich doch nicht dem neuen kanadischen Bundesstaat beitrat. Unter James Colledge Pope, der von 1865 bis 1867, blieb Palmer weiterhin Attorney General. 1869 lehnte er die von Kanada angebotenen „besseren Bedingungen“ ab, stattdessen trat er für ein Freihandelsabkommen mit den USA ein.
Im April 1872 trat Palmer zu den Liberalen über, da der neue Premierminister Robert Haythorne ebenso entschieden die Konföderation ablehnte. Als der Bau der Prince Edward Island Railway die Kolonie beinahe in den finanziellen Ruin trieb, blieb der Regierung nichts anderes übrig, als die Beitrittsbedingungen zu akzeptieren und am 1. Juli 1873 eine kanadische Provinz zu werden. Damit endete auch Palmers politische Karriere. Der kanadische Premierminister Alexander Mackenzie ernannte ihn 1874 zum Vorsitzenden des Obersten Gerichtshofes von Prince Edward Island. Dieses Amt übte er bis zu seinem Tod aus.